# Péter Galambos
Péter Galambos (9 de septiembre de 1986) es un deportista húngaro que compite en remo.
Ganó cinco medallas en el Campeonato Mundial de Remo entre los años 2010 y 2019, y tres medallas en el Campeonato Europeo de Remo entre los años 2017 y 2021.

## Palmarés internacional
| Campeonato Mundial | Campeonato Mundial        | Campeonato Mundial | Campeonato Mundial      |
| Año                | Lugar                     | Medalla            | Prueba                  |
| ------------------ | ------------------------- | ------------------ | ----------------------- |
| 2010               | Cambridge (Nueva Zelanda) | Medalla de bronce  | Scull individual ligero |
| 2012               | Plovdiv (Bulgaria)        | Medalla de plata   | Scull individual ligero |
| 2013               | Chungju (Corea del Sur)   | Medalla de bronce  | Scull individual ligero |
| 2016               | Róterdam (Países Bajos)   | Medalla de plata   | Scull individual ligero |
| 2019               | Ottensheim (Austria)      | Medalla de plata   | Scull individual ligero |
| Campeonato Europeo |                           |                    |                         |
| Año                | Lugar                     | Medalla            | Prueba                  |
| 2017               | Račice (República Checa)  | Medalla de plata   | Scull individual ligero |
| 2019               | Lucerna (Suiza)           | Medalla de oro     | Scull individual ligero |
| 2021               | Varese (Italia)           | Medalla de oro     | Scull individual ligero |